# 諫早パルファン
諫早パルファン（いさはやパルファン、Isahaya PARFUM）は、かつて長崎県諫早市にあった映画館。現在は貸ホール文化ホール 諫早パルファン（ぶんかホール - ）として営業している。

## 歴史
前身は戦前創業の芝居小屋「永楽座」（えいらくざ）。まだ諫早町だった1930年代の時点では、同町内の映画館は永楽座と喜楽館の2館のみであった。その後1942年（昭和17年）、地元有志の出資によって映画館として再スタート。1955年（昭和30年）6月には館内で発砲事件が発生し、1名が死亡、2名が重傷する悲劇も起こっている。
全国の映画館数がピークを迎えた1960年代には、館名を諫早映画劇場（いさはやえいがげきじょう）に改称しており、1970年代になってからも継続したが、1978年（昭和53年）、老朽化が進んだ建物を取り壊し、地下1階地上5階建てのパルファンビルに改築。同ビルの3階と4階に2スクリーンの映画館「諫早パルファン」が入居し再オープン。当初は「プラザ・ヤギ」「シネマ・ヤギ」というスクリーン名が付いていたが、程なくしてスクリーン1・2に名称統一された。だが1980年代後半になると、同じ諫早市栄町にあった銀線映画劇場は姿を消し、同市内の映画館はパルファンのみとなっていた。
2000年代に入っても『千と千尋の神隠し』（宮崎駿監督）『レッドクリフ』（ジョン・ウー監督）等のヒット作を輩出する傍ら『精霊流し』（田中光敏監督）といったアート系作品も希に上映していたが、長崎市内に開業したシネマコンプレックスの影響などで徐々に陰りが見え始め、2011年（平成23年）10月21日をもって映画館としての営業を終了。跡地は諫早市に本社を置く不動産会社「ジスコ不動産」に売却され、翌2012年（平成24年）12月より「文化ホール 諫早パルファン」としてリニューアル。イベントホールとして活用されている。

## データ
- 所在地：長崎県諫早市栄町7-1
- 観客定員数
  - スクリーン1（3階）：140席
  - スクリーン2（4階）：240席

※文化ホールとなってからは3階が144席、4階が216席となっている。

## こども食堂
2016年（平成28年）6月15日には、諫早市初の『子ども食堂』が諫早パルファン1階にオープンした。先述のジスコ不動産の社長によると、子供の貧困が社会問題になっていたのを知り、「温かい食事で（諫早の）子供たちを笑顔にしたい」と思い立ったのが開業のきっかけである。
毎月第2水曜日の16:30 - 19:00（JST）が基本的な営業時間で、パルファン内のほか、市内の公民館やホテルでも行うことがある。